# Cerhenice (przystanek kolejowy)
Cerhenice – przystanek kolejowy w miejscowości Cerhenice, w kraju środkowoczeskim, w Czechach. Znajduje się na wysokości 200 m n.p.m. Położony jest w północnej części miejscowości.
Jest zarządzany przez Správę železnic. Na przystanku istnieje możliwości zakupu biletu i rezerwacji miejsc. 

## Linie kolejowe
- 011 Praha - Kolín